# مشروع ريو بلانكو
مشروع ريو بلانكو هو اختبار نووي تحت الأرض في 17 مايو 1973 في مقاطعة ريو بلانكو في ولاية كولورادو على بعد حوالي 36 ميل (58 كم) شمال غرب ريفل.

## نبذة
تم تفجير ثلاث أجهزة نووية سعة 33 كيلو طن في وقت واحد تقريبا في بئر واحدة على عمق 5838 و 6230 و 6689 قدم (1,779 و 1,899 و 2,039 م) تحت مستوى سطح الأرض وأجريت الاختبارات في عدسات من الحجر الرملي ذي الحبوب الرفيعة منخفضة النفاذية.
كان هذا هو الاختبار الثالث والأخير لتحفيز مكامن الغاز الطبيعي في برنامج بلوشير والذي تم تصميمه لتطوير الاستخدامات السلمية للطاقة النووية. وكان الاختباران السابقان هما مشروع جاسبوجي في نيو مكسيكو ومشروع ريولسون في كولورادو.